# Heiko Lahn
Heiko Lahn (* 17. August 1964) war Fußballspieler in der DDR-Oberliga, der höchsten Spielklasse des DDR-Fußballverbandes. Dort spielte er für den 1. FC Union Berlin und die BSG Stahl Eisenhüttenstadt. Lahn ist mehrfacher DDR-Nachwuchs-Nationalspieler.

## Sportliche Laufbahn

### Nachwuchsspieler
1973 wurde der knapp neunjährige Lahn in die Fußball-Kindermannschaft der Armeesportgemeinschaft Vorwärts in Groß Glienicke nahe Potsdam aufgenommen. Er spielte dort bis 1978 und wechselte danach zum 1. FC Union Berlin. Nachdem er bereits mit der DDR-Jugend-Nationalmannschaft ein Länderspiel bestritten hatte, gehörte er von 1982 bis 1983 zum Kader der DDR-Junioren-Nationalmannschaft, für die er 13 Junioren-Länderspiele bestritt. Sein Länderspieldebüt hatte er am 3. August 1982 in der Begegnung DDR – Finnland (1:1) als Innenstürmer gegeben. In den meisten Länderspielen wurde er jedoch im linken Mittelfeld eingesetzt. Sein einziges Länderspieltor erzielte er am 24. Februar 1982 beim 4:0-Sieg über Polen.

### 1. FC Union Berlin

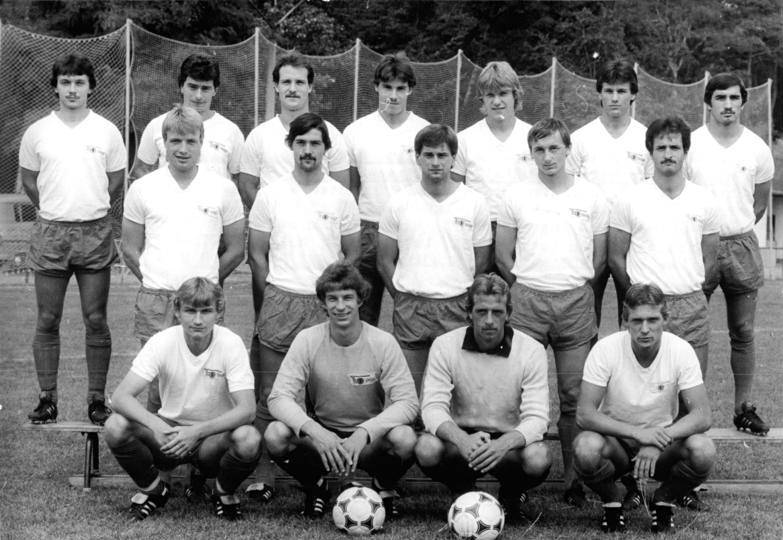
Lahn (hinter Reihe, dritter von rechts) auf dem Mannschaftsbild von 1. FC Union Berlin 1983/84

Mit 18 Jahren gehörte er bereits zum Oberliga-Aufgebot des 1. FC Union für die Saison 1982/83. Seinen Einstand in der Eliteliga gab er am 28. August 1982 im Berliner Lokalderby BFC Dynamo – 1. FC Union (4:0), als er in der 54. Minute eingewechselt wurde. Trainer Harry Nippert setzte ihn danach in unregelmäßigen Abständen bis zum Saisonende noch in 14 weiteren Oberligaspielen ein, in denen er überwiegend als linker Mittelfeldspieler in der Anfangsformation stand. Obwohl auch für die Spielzeit 1983/84 für die Oberliga nominiert, kam der 1,70 m große Lahn erst am 19. Spieltag als Einwechselspieler zum Einsatz und bestritt insgesamt nur sechs Erstligaspiele. Am Ende der Saison stieg Union aus der Oberliga ab. Auch in der DDR-Liga-Saison 1984/85 hatte Lahn unter dem neuen Trainer Karl Schäffner einen schweren Start. Erst vom 14. Spieltag an wurde er einigermaßen regelmäßig eingesetzt, bestritt von den 34 Punktspielen aber nur 20 Partien. Nachdem Union Berlin die sofortige Rückkehr in die Oberliga geschafft hatte, gelang es Lahn, der inzwischen ein Sportlehrerstudium aufgenommen hatte, nicht, sich einen Stammplatz in der Union-Mannschaft zu erobern. In den drei Oberligaspielzeiten von 1985 bis 1988 kam er bei insgesamt 78 Punktspielen nur auf 33 Einsätze. Allerdings stand er mit Union am 31. Mai 1986 für 56. Minuten im Endspiel um den DDR-Fußballpokal, das Union mit Lahn als linken Mittelfeldspieler mit 1:5 gegen den 1. FC Lok Leipzig verlor. Nach 92 Pflichtspielen, darunter 55 Oberligaspiele mit einem Tor, verließ Lahn im Sommer 1988 den 1. FC Union Berlin und schloss sich für die Saison 1988/89 dem DDR-Ligisten Motor Ludwigsfelde an. Dort hatte er als Mittelfeldspieler einen Stammplatz sicher und versäumte nur vier der 34 Punktspiele.

### Stahl Eisenhüttenstadt
Zur Saison 1989/90 wechselte Lahn zum Oberligaaufsteiger Stahl Eisenhüttenstadt. In seiner ersten Spielzeit für Stahl bestritt er zwar 20 Oberligaspiele im Mittelfeld, davon aber neun über die gesamte Spieldauer. Nachdem die Eisenhüttenstädter Neulinge den Klassenerhalt behauptet hatten, kam Lahn in der Oberligasaison 1990/91 zu 23 Einsätzen erneut als Mittelfeldspieler. Nach vier Spielen als Einwechsler hatte er abgesehen von fünf Spieltagen einen Stammplatz als Mittelfeldspieler sicher. Zum Saisonende stand Lahn mit Stahl erneut in einem Endspiel und den DDR-Fußballpokal. Diesmal war er ab der 66. Minute nur Einwechselspieler und unterlag mit seiner Mannschaft erneut, nun 0:1 gegen den Meister Hansa Rostock. Danach tauchte Lahn nicht mehr im höherklassigen Fußball auf.